# Ilhotas Aitcho

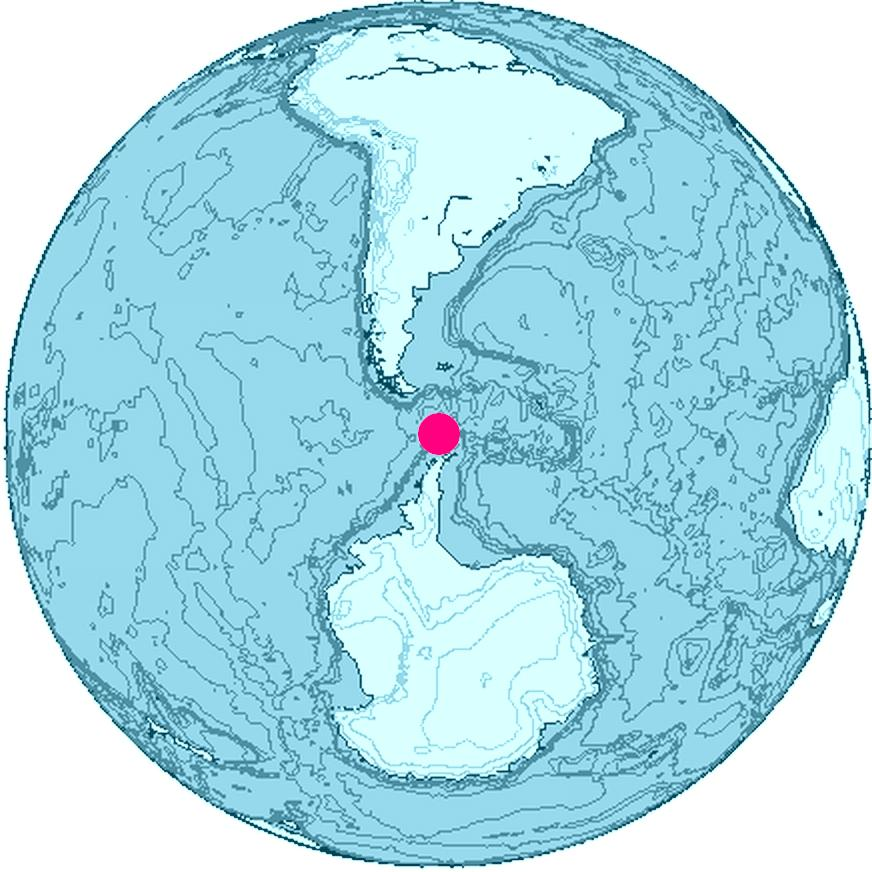
Localização das ilhotas Aitcho

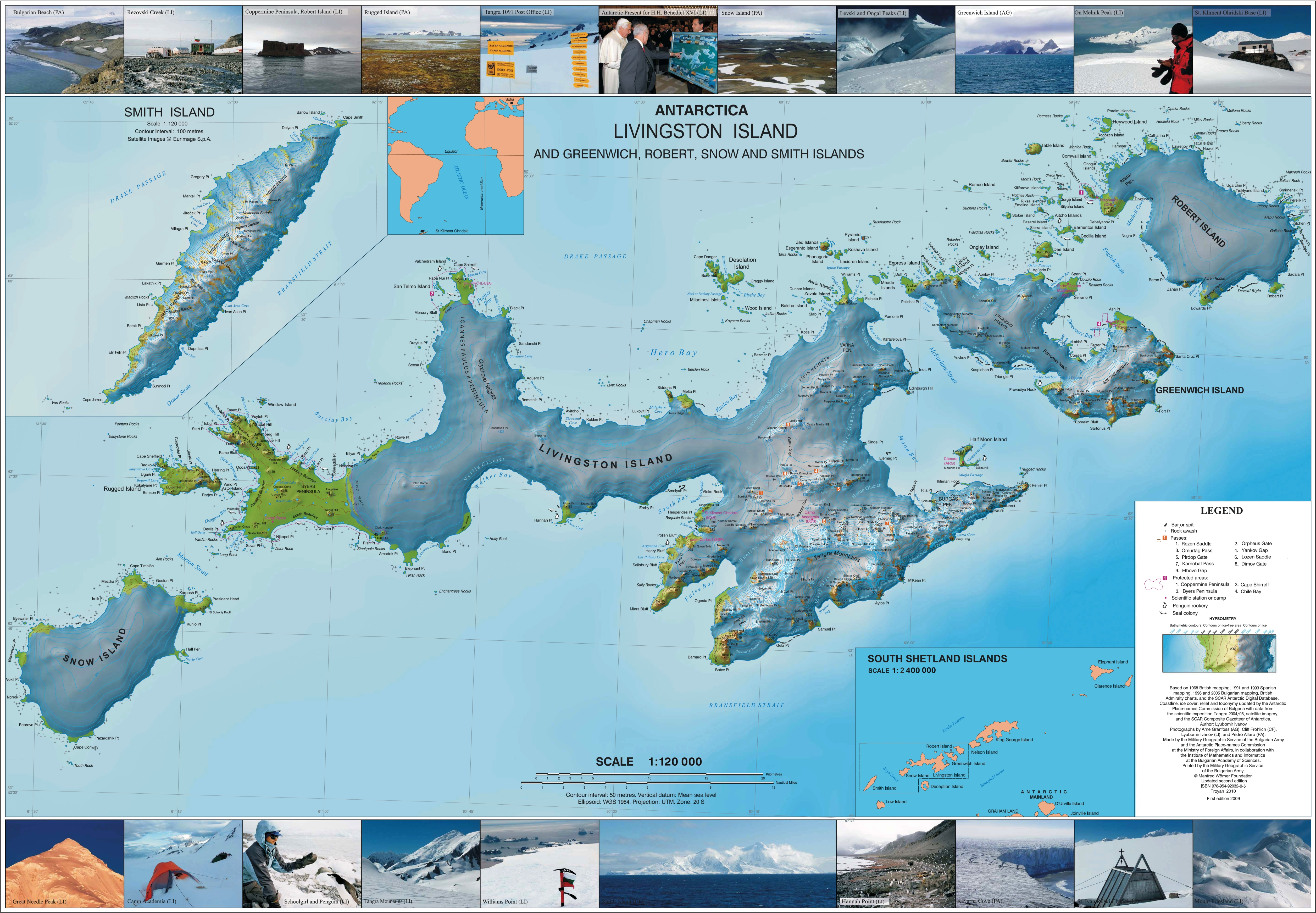
Topographic map of Livingston Island, Greenwich, Robert, Snow and Smith Islands.

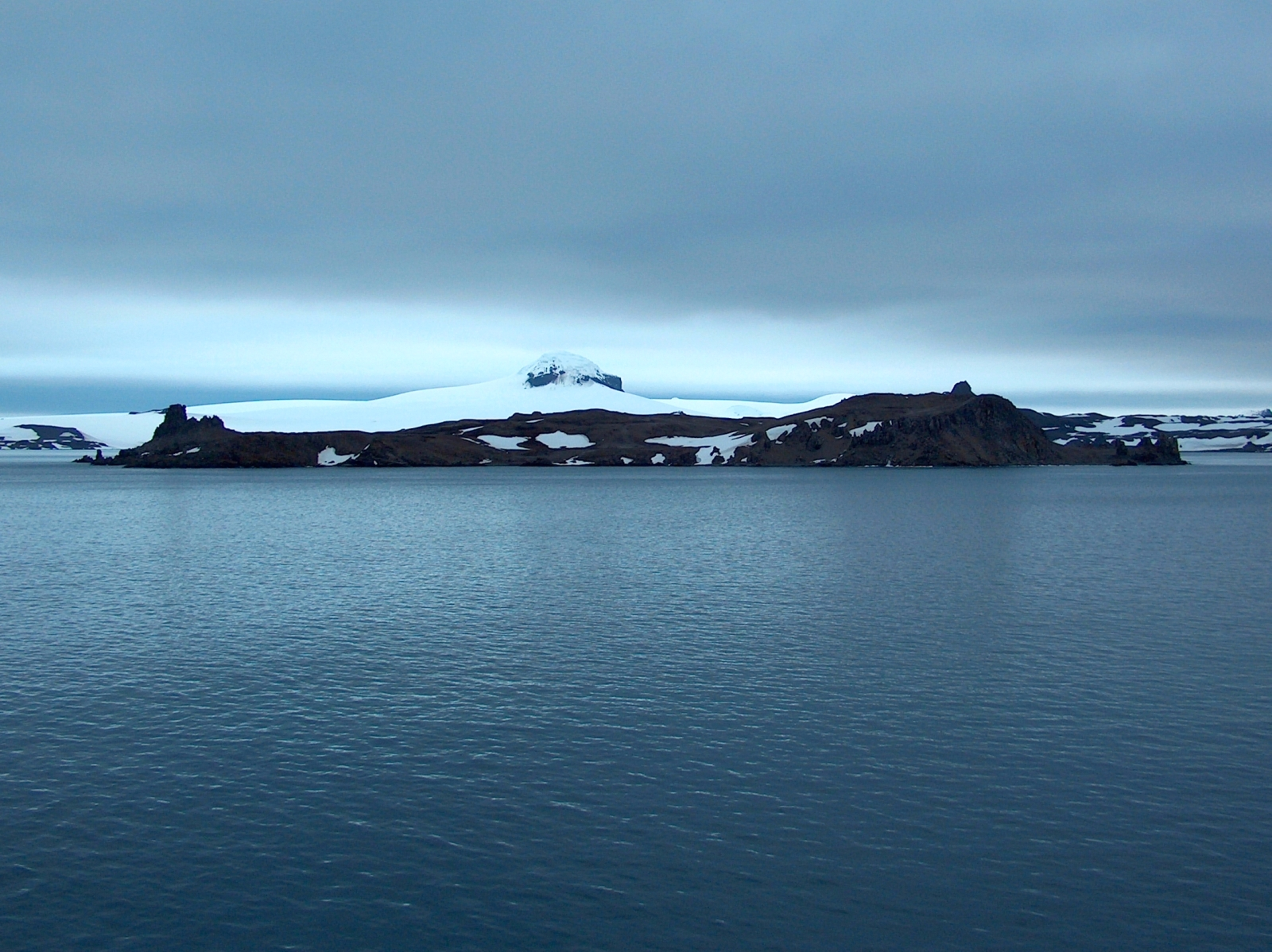
Ilha Cecília

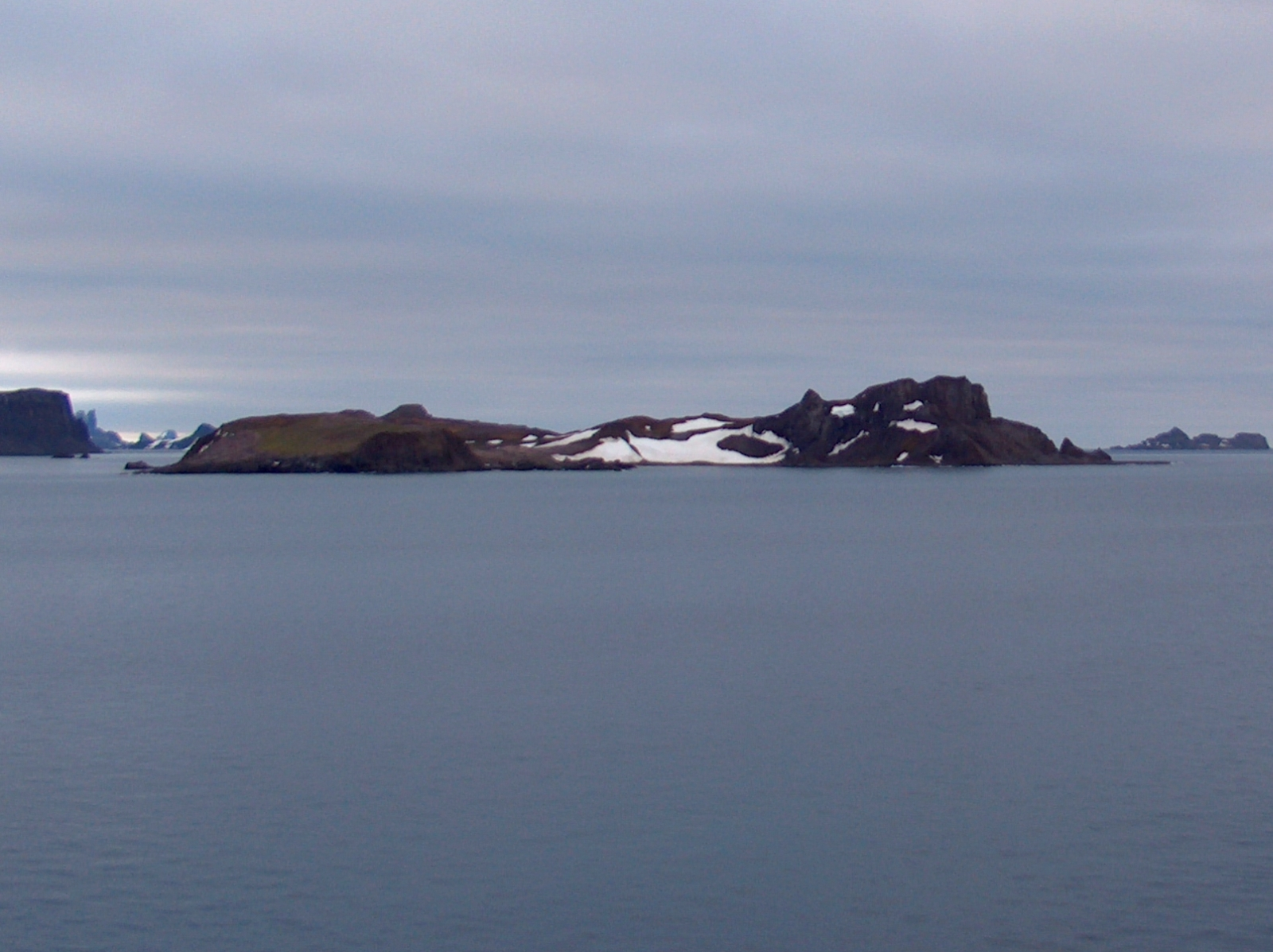
Ilha Barrientos

As ilhotas Aitcho (‘Aitcho’ é a pronúncia da abreviação ‘H.O.’, que no inglês é ‘Hydrographic Office’, escritório de oceanografia) são um grupo de pequenas ilhas ao norte da entrada do Estreito Inglês, que separa a Ilha Greenwich da Ilha Robert nas Ilhas Shetland do Sul, localizadas na Antártida. As ilhotas Aitcho situam-se entre a ilha Dee, ao sul, e a ilha Table, ao norte. As ilhotas foram mapeadas em 1935, durante investigações oceanográficas conduzidas pelo Comitê da Descoberta, e seu nome é em homenagem ao escritório de oceanografia do Reino Unido.
Durante o verão austral as ilhotas são freqüentemente visitadas por turistas a bordo de navios cruzadores antártidos, para observarem a fauna selvagem.

## Mapa
- (em inglês) L.L. Ivanov. Antarctica: Livingston Island and Greenwich, Robert, Snow and Smith Islands. Scale 1:120000 topographic map.  Troyan: Manfred Wörner Foundation, 2009.  ISBN 978-954-92032-6-4